# 黃飛鴻之怒海雄風
《黃飛鴻之怒海雄風》是一部2018年中國電影，由麥子善執導，趙文卓、維妮、母其弥雅、李璐兵等人主演，2018年12月18日在愛奇藝上映。為《黃飛鴻之南北英雄》的續集。

## 劇情
晚清年間，馬關條約簽署不久後，黃飛鴻帶著十三姨及徒弟們來到廣州，正巧遇上白蓮教的「白蓮聖母」當街行刺欽差大臣張之洞，黃飛鴻出手擊退白蓮聖母，然而當晚張之洞卻還是被白蓮教徒綁走。黃飛鴻聞訊後闖入白蓮教的寺院，擊敗白蓮教壇主，正欲問出張之洞下落時，壇主卻被白蓮聖母所滅口。白蓮聖母的真實身分其實是日本人所派來的眼線川島雪姬，張之洞實際上落入日本人之手。
黃飛鴻與徒弟梁寬至神奈道館踢館，假意落敗，實際上卻暗中跟蹤館主，找到日人統領服部一郎的所在處。黃飛鴻在那裡不慎被川島雪姬以薰香迷昏，綁在椅上。而十三姨、路小月、豬肉榮和牙擦蘇等人也先後趕到支援，豬肉榮率先打破「中國人和狗不得入內」的牌子，與日本人打鬥起來，隨後那些被黃飛鴻救出的白蓮教教眾也加入戰團對抗日本人。黃飛鴻設法掙脫綑綁，與服部一郎決鬥，雖然服部一郎乘黃飛鴻保護一小女孩時將其砍傷，但終被黃飛鴻以絕招「佛山無影腳」擊斃；川島雪姬也被十三姨與路小月合力殺死。黃飛鴻成功救出了張之洞。

## 演員
| 演員     | 角色     | 介紹                                               |
| 趙文卓   | 黃飛鴻   |                                                    |
| 維妮     | 十三姨   | 黃飛鴻之妻。                                       |
| 母其弥雅 | 川島雪姬 | 倭寇副統領，也是白蓮教的「白蓮聖母」。戀上黃飛鴻。 |
| 李璐兵   | 梁寬     | 黃飛鴻的徒弟。                                     |
| 魏小歡   | 路小月   | 黃飛鴻的女徒弟。                                   |
| 陳辰     | 豬肉榮   | 黃飛鴻的徒弟，本名林世榮。                         |
| 郜玄铭   | 牙擦蘇   | 黃飛鴻的徒弟，不會武功。                           |
| 泽田谦也 | 服部一郎 | 倭寇統領，綁架張之洞的幕後主謀。                   |
| 宋英愷   | 上官傲   | 張之洞的貼身侍衛。                                 |
| 张亚坤   | 壇主     | 白蓮教壇主。                                       |
| 蘇茂     | 張之洞   | 欽差大臣。                                         |
| 桑伟淋   | 韓福     | -                                                  |

## 製作
趙文卓早在前集《黃飛鴻之南北英雄》的影迷見面會上就已透露有關黃飛鴻系列電影的訊息，表示：「想通過黃飛鴻系列電影，重新塑造一个中國的民族英雄，弘扬我們的傳統文化。」
2018年6月1日，本片在橫店鎮正式開拍。趙文卓除擔任主演外亦身兼監製。導演麥子善此前曾在1993年電影《黃飛鴻之王者之風》中擔任過剪輯。製片方還邀請來张立志擔任攝影指導。影片僅用了20天便完成拍攝。

## 發行
2018年12月在愛奇藝上映，19日於橫店鎮舉行首映典禮。

## 外部連結
- 互联网电影数据库（IMDb）上《黃飛鴻之怒海雄風》的资料（英文）
- 爛番茄上《黃飛鴻之怒海雄風》的資料（英文）
- 豆瓣电影上《黃飛鴻之怒海雄風》的資料 （简体中文）
- 时光网上《黃飛鴻之怒海雄風》的資料（简体中文）